# 定積モル熱容量
定積モル熱容量（ていせきモルねつようりょう、英語：molar heat capacity at constant volume）とは、定積過程における物質（主に気体について用いられる）の1モル当たりの熱容量である。すなわち、体積一定のときに単位物質量あたりの気体を単位温度上昇させるのに必要な熱量のことである。
定積モル比熱（ていせきモルひねつ、英語：molar specific heat at constant volume）とも呼ばれ、平成21年現在、日本の高等学校の「物理II」の教科書では「定積モル比熱」と記述されている。

## 概要
定積モル熱容量{\displaystyle c_{V}}は以下の式によって表される。
{\displaystyle c_{V}={\frac {1}{n}}\left({\frac {\partial U}{\partial T}}\right)_{V}}
ここでnは気体の物質量、Uは内部エネルギー、Tは絶対温度、Vは体積である。
これは以下のようにして求めることができる。
熱力学第一法則より
{\displaystyle dU=dQ-dW=dQ-PdV}
ここでdQは微小過程中に気体に与えられた熱量、Pは気体の圧力である。
体積一定のときはdV=0となるので上式は
{\displaystyle dU=dQ}
となる。ここで熱容量（比熱）の定義より
{\displaystyle dQ=nc_{V}dT}
以上より
{\displaystyle nc_{V}dT=dU}
従って
{\displaystyle c_{V}={\frac {1}{n}}\left({\frac {\partial U}{\partial T}}\right)_{V}}
なお、単原子気体では{\displaystyle c_{V}}は以下のようになる。
{\displaystyle c_{V}={\frac {3}{2}}R}
ここでRは気体定数である。

## 定圧モル熱容量との関係
理想気体の場合、定圧モル熱容量 {\displaystyle c_{P}}との間にはマイヤーの法則といわれる関係が存在する。
{\displaystyle c_{V}=c_{P}-R}